# 🧹
🧹 is een teken uit de Unicode-karakterset dat een 
bezem voorstelt. Deze emoji is in 2018 geïntroduceerd met de Unicode 11.0-standaard, als onderdeel van het Unicode-blok Aanvullende symbolen en pictogrammen.

## Betekenis

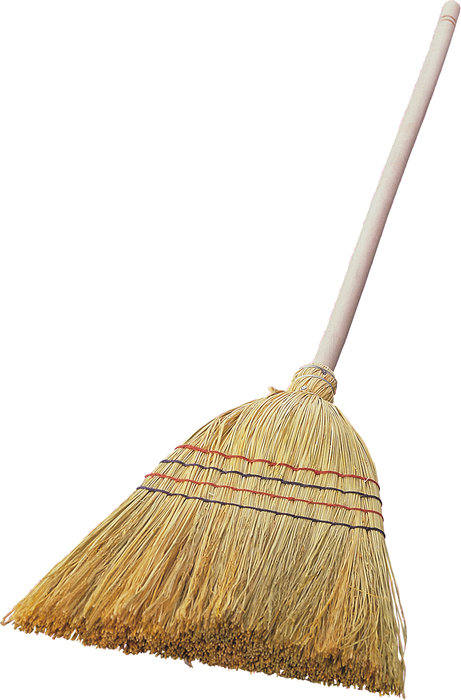
Een bezem

Deze emoji geeft een bezem weer. De bezem wordt vaak gebruikt als metoniem voor kuisen of vegen, en dit kan ook in overdrachtelijke zin gebruikt worden voor het verwijderen van ongewenste zaken. De bezem is daarnaast ook een symbool dat in verband wordt gebracht met heksen, en "heks" is ook een sleutelwoord in de Nederlandstalige Unicode-implementatie. De 🧹 kan dan ook gebruikt worden als pejoratieve aanduiding van personen.

## Codering

De Twemoji-implementatie

### Unicode
In Unicode vindt men 🧹 onder het codepunt U+1F9F9  (hex).

### HTML
In HTML kan men in hex de volgende code gebruiken: &#x1F9F9;.

### Shortcode
In software die shortcode ondersteunt zoals Slack en GitHub kan het karakter worden opgeroepen met de code :broom:.

### Unicode-annotatie
De Unicode-annotatie voor toepassingen in het Nederlands (bijvoorbeeld een Nederlandstalig smartphonetoetsenbord) is bezem. De emoji is ook te vinden met de sleutelwoorden heks, schoonmaken, en vegen.